# Plasnes
Ne doit pas être confondu avec Plasne.
Plasnes est une commune française située dans le département de l'Eure, en région Normandie.
Les habitants de Plasnes s'appellent les Plasnais

## Géographie

### Localisation

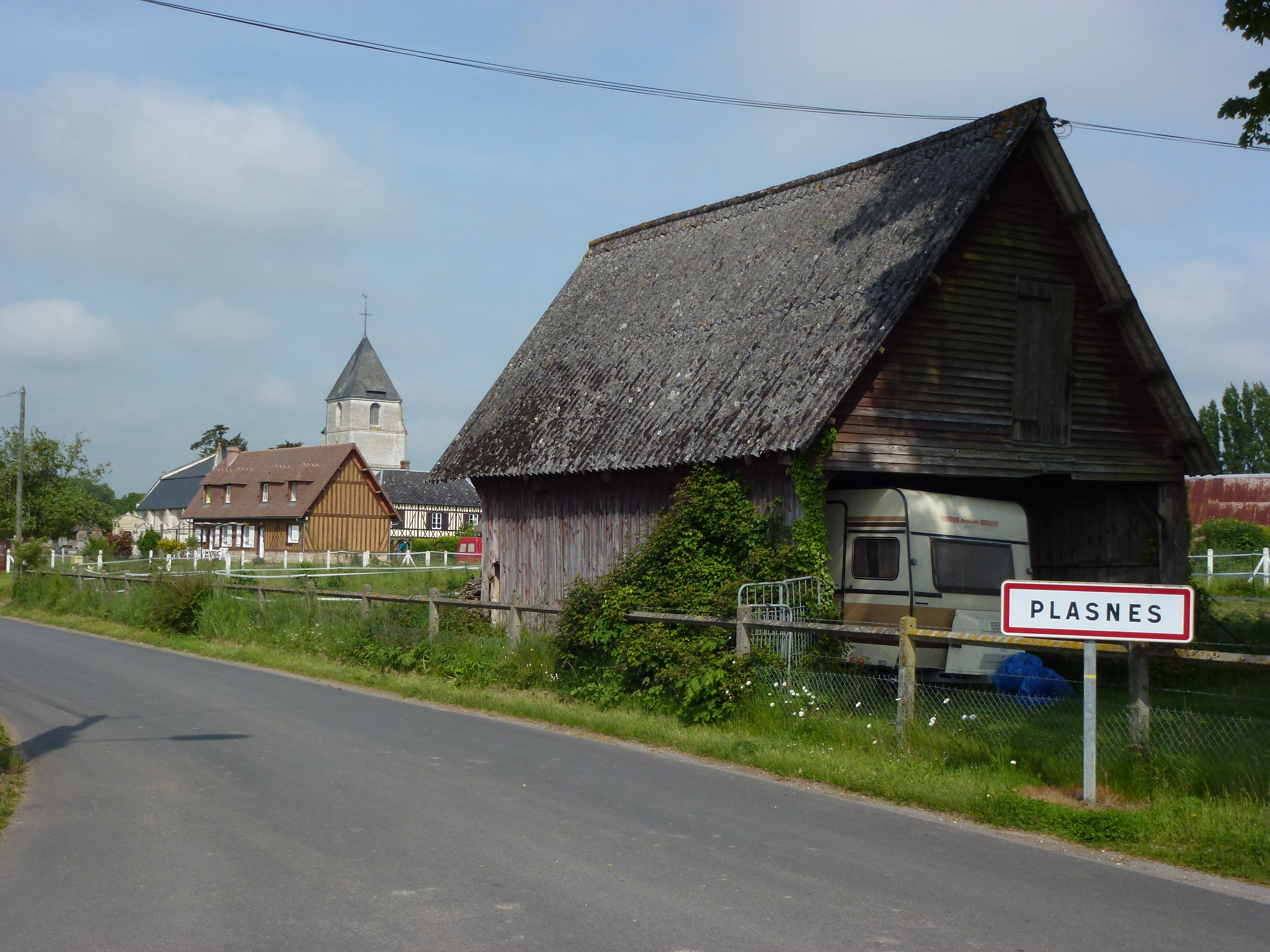
L'entrée du village.

Plasnes est une commune située dans le département de l'Eure.
La superficie est de 16,2 km2. Plasnes se situe géographiquement à une altitude de 157 mètres environ.

### Communes limitrophes
| Boissy-Lamberville | Berthouville                   | Boisney                                     |
| Courbépine         | Plasnes                        | Nassandres-sur-Risle (comm. dél. de Carsix) |
|                    | Valailles Saint-Léger-de-Rôtes | Saint-Léger-de-Rôtes                        |

### Hydrographie
La commune est située dans le bassin Seine-Normandie. Elle n'est drainée par aucun cours d'eau,.

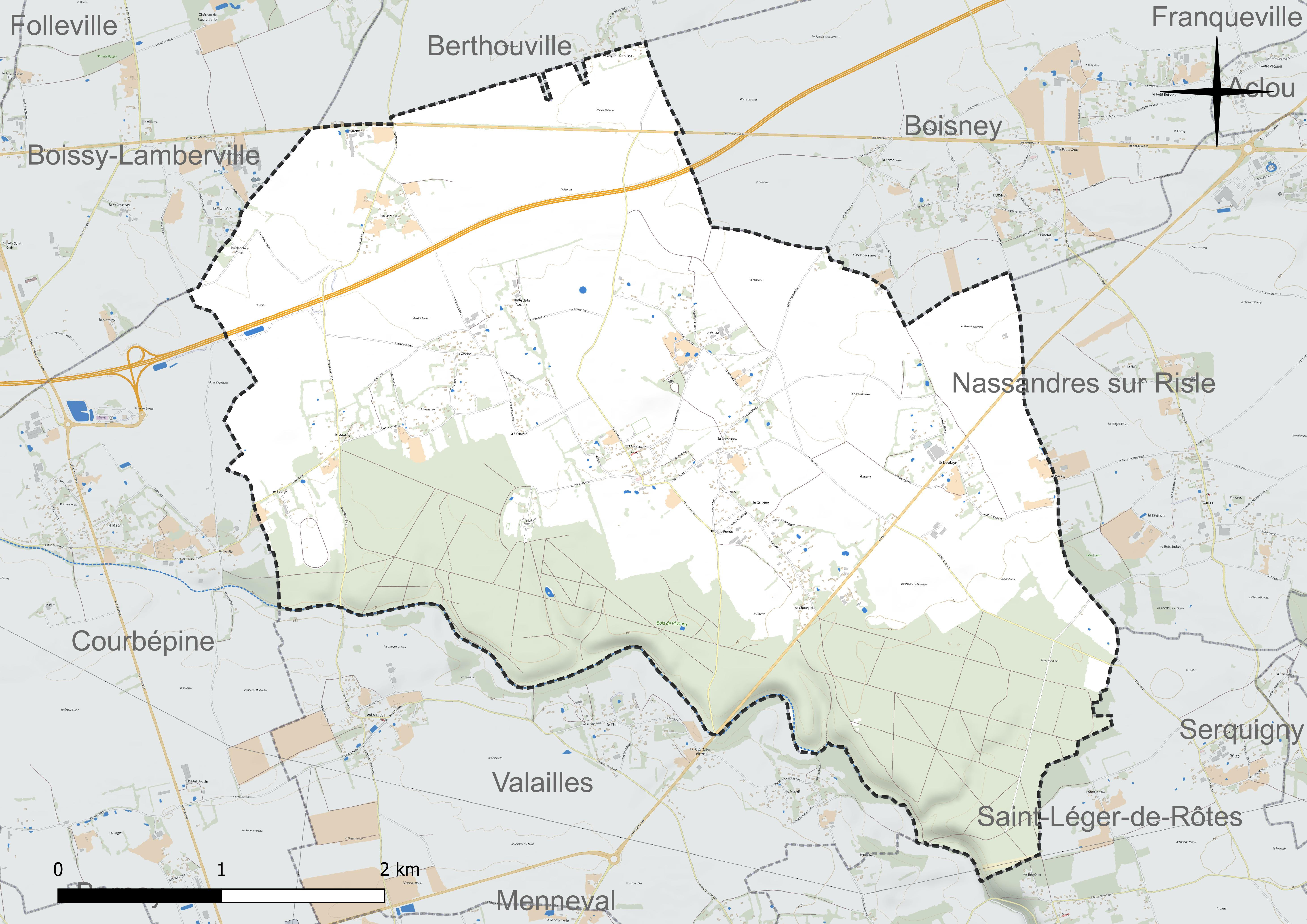
Réseau hydrographique de Plasnes.

### Climat
Pour des articles plus généraux, voir Climat de la Normandie et Climat de l'Eure.
En 2010, le climat de la commune est de type climat océanique dégradé des plaines du Centre et du Nord, selon une étude du CNRS s'appuyant sur une série de données couvrant la période 1971-2000. En 2020, Météo-France publie une typologie des climats de la France métropolitaine dans laquelle la commune est exposée à un climat océanique et est dans la région climatique Côtes de la Manche orientale, caractérisée par un faible ensoleillement (1 550 h/an) ; forte humidité de l’air (plus de 20 h/jour avec humidité relative > 80 % en hiver), vents forts fréquents. Parallèlement le GIEC normand, un groupe régional d’experts sur le climat, différencie quant à lui, dans une étude de 2020, trois grands types de climats pour la région Normandie, nuancés à une échelle plus fine par les facteurs géographiques locaux. La commune est, selon ce zonage, exposée à un « climat contrasté des collines », correspondant au Pays d’Auge, Lieuvin et Roumois, moins directement soumis aux flux océaniques et connaissant toutefois des précipitations assez marquées en raison des reliefs collinaires qui favorisent leur formation.
Pour la période 1971-2000, la température annuelle moyenne est de 10,2 °C, avec  une amplitude thermique annuelle de 14 °C. Le cumul annuel moyen de précipitations est de 791 mm, avec 12,5 jours de précipitations en janvier et 8,4 jours en juillet. Pour la période 1991-2020, la température moyenne annuelle observée sur la station météorologique la plus proche, située sur la commune de Bernay à 6 km à vol d'oiseau, est de 10,9 °C et le cumul annuel moyen de précipitations est de 666,9 mm,. Pour l'avenir, les paramètres climatiques de la commune estimés pour 2050 selon différents scénarios d’émission de gaz à effet de serre sont consultables sur un site dédié publié par Météo-France en novembre 2022.

## Urbanisme

### Typologie
Au 1er janvier 2024, Plasnes est catégorisée commune rurale à habitat dispersé, selon la nouvelle grille communale de densité à 7 niveaux définie par l'Insee en 2022.
Elle est située hors unité urbaine. Par ailleurs la commune fait partie de l'aire d'attraction de Bernay, dont elle est une commune de la couronne,. Cette aire, qui regroupe 36 communes, est catégorisée dans les aires de moins de 50 000 habitants,.

### Occupation des sols
L'occupation des sols de la commune, telle qu'elle ressort de la base de données européenne d’occupation biophysique des sols Corine Land Cover (CLC), est marquée par l'importance des territoires agricoles (71,5 % en 2018), une proportion sensiblement équivalente à celle de 1990 (72 %). La répartition détaillée en 2018 est la suivante :
terres arables (48,9 %), forêts (28,5 %), prairies (22,5 %), zones agricoles hétérogènes (0,1 %). L'évolution de l’occupation des sols de la commune et de ses infrastructures peut être observée sur les différentes représentations cartographiques du territoire : la carte de Cassini (XVIIIe siècle), la carte d'état-major (1820-1866) et les cartes ou photos aériennes de l'IGN pour la période actuelle (1950 à aujourd'hui).

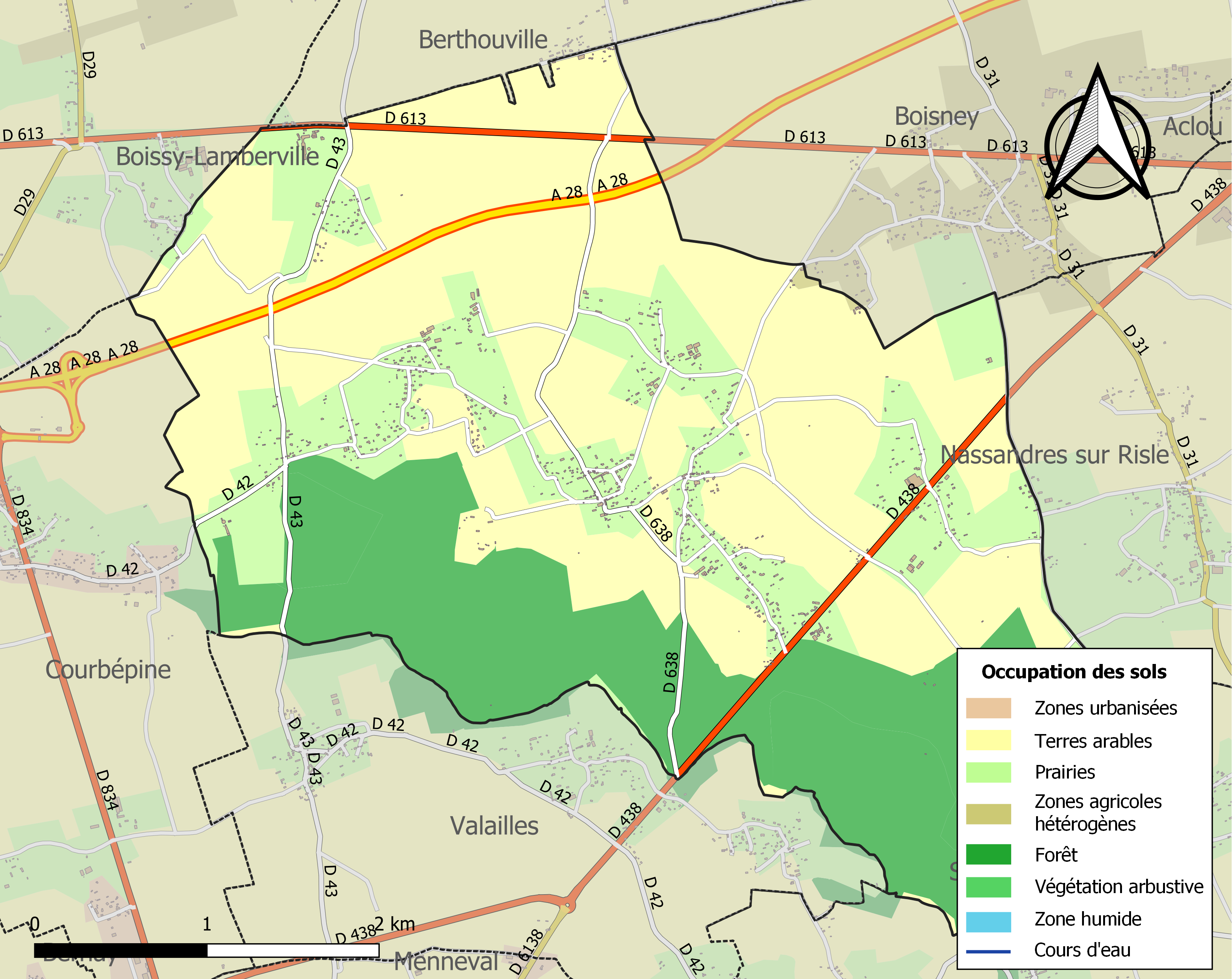
Carte des infrastructures et de l'occupation des sols de la commune en 2018 (CLC).

### Habitat et logement
En 2018, le nombre total de logements dans la commune était de 326, alors qu'il était de 303 en 2013 et de 276 en 2008.
Parmi ces logements, 87,1 % étaient des résidences principales, 9,1 % des résidences secondaires et 3,8 % des logements vacants. Ces logements étaient pour 99,4 % d'entre eux des maisons individuelles et pour moins de 1 % des appartements.
Le tableau ci-dessous présente la typologie des logements au Plasnes en 2018 en comparaison avec celle de l'Eure et de la France entière. Une caractéristique marquante du parc de logements est ainsi une proportion de résidences secondaires et logements occasionnels (1,6 %) inférieure à celle du département (6,3 %) mais supérieure à celle de la France entière (9,7 %). Concernant le statut d'occupation de ces logements, 91,7 % des habitants de la commune sont propriétaires de leur logement (93,9 % en 2013), contre 65,3 % pour l'Eure et 57,5 pour la France entière.
| Typologie                                               | Plasnes | Eure | France entière |
| ------------------------------------------------------- | ------- | ---- | -------------- |
| Résidences principales (en %)                           | 87,1    | 85,4 | 82,1           |
| Résidences secondaires et logements occasionnels (en %) | 9,1     | 6,3  | 9,7            |
| Logements vacants (en %)                                | 3,8     | 8,3  | 8,2            |

## Toponymie
Le nom de la localité est attesté sous les formes Platani XIe siècle (Orderic Vital) ou au XIIe siècle, Planæ en 1175 (charte de Rotrou, archevêque de Rouen), Platanus en 1207 (cartulaire de Saint-Taurin), Plagnæ en 1210 (charte de Raoul de Montgommery), Plaignæ au XIIIe siècle (Duchesne, Liste de services militaires), Plennes en 1287 (cartulaire de Saint-Évroult), Plannes en 1445 (Rech. de la noblesse), Plasmes au XVe siècle (dénombr. de la vicomté de Conches).
Le nom du village, Plasnes, est issu d'une ancienne forme du nom du platane, arbre du reste fort rare dans la Normandie médiévale, le nom moderne platane est un emprunt savant du XVIe siècle au latin Platanus.

## Histoire

### Antiquité
Les restes d'une ancienne voie romaine appelée « La belle voie » ont été décelés sur le territoire communal. Cette dernière à partir de Neuf-Marché n'épouse plus le tracé de la route départementale 913 qui mène de Paris à Cherbourg. Neuf-Marché était sous l'Ancien Régime un relais pour les diligences sur la route Caen-Paris.

### Moyen Âge
Un combat a lieu vers 1040 entre Vauquelin (ou Gauchelin) de Ferrières et Hugues Ier de Montfort, où tous deux périrent.
Le marquis de Prie, seigneur local de Plasnes mais aussi de Courbépine, y fait construire au début du XVIIIe siècle le « Petit Logis ».

## Politique et administration

### Rattachements administratifs et électoraux

#### Rattachements administratifs
La commune se trouve dans l'arrondissement de Bernay du département de l'Eure.
Elle faisait partie de 1793 à 1985 du canton de Bernay, année où celui-ci est scindé et la commune rattachée au canton de Bernay-Ouest. Dans le cadre du redécoupage cantonal de 2014 en France, cette circonscription administrative territoriale a disparu, et le canton n'est plus qu'une circonscription électorale.

#### Rattachements électoraux
Pour les élections départementales, la commune fait partie depuis 2014 d'un nouveau  canton de Bernay
Pour l'élection des députés, elle fait partie de la troisième circonscription de l'Eure.

### Intercommunalité
Plasnes était membre de la communauté de communes de Bernay et des environs, un établissement public de coopération intercommunale (EPCI) à fiscalité propre créé fin 1999 et auquel la commune avait transféré un certain nombre de ses compétences, dans les conditions déterminées par le code général des collectivités territoriales.
Dans le cadre des dispositions de la loi portant nouvelle organisation territoriale de la République du 7 août 2015, qui prévoit que les établissements publics de coopération intercommunale (EPCI) à fiscalité propre doivent avoir un minimum de 15 000 habitants, cette intercommunalité a fusionné avec ses voisines pour former, le 1er janvier 2017, la communauté de communes dénommée Intercom Bernay Terres de Normandie dont est désormais membre la commune.

### Liste des maires
| Période                                  | Période                         | Identité          | Étiquette | Qualité                                   |
| ---------------------------------------- | ------------------------------- | ----------------- | --------- | ----------------------------------------- |
| Les données manquantes sont à compléter. |                                 |                   |           |                                           |
| 1913                                     |                                 | Albert Loquet     |           |                                           |
| 1919                                     | 1925                            | M. Eudier         |           |                                           |
| Les données manquantes sont à compléter. |                                 |                   |           |                                           |
| 1965                                     | 1971                            | Pierre Loquet     |           | Propriétaire                              |
| 1977                                     | 1983                            | Henri Bourgault   |           |                                           |
| mars 2001                                | mars 2008                       | Joseph Racine     |           | Agriculteur                               |
| mars 2008                                | mai 2020                        | Alain Descamps    | DVD       | Agriculteur                               |
| mai 2020                                 | novembre 2021                   | Harold Hugues     |           | Consultant en informatique Démissionnaire |
| février 2022                             | En cours (au 13 septembre 2022) | Guillaume Boulaye |           | Sapeur pompier professionnel              |

### Politique de développement durable
Quatre potagers pédagogiques ont été aménagés derrière l'école en 2021, et permettent aux enfants de faire pousser des légumes et des fraises tout leur faisait connaître des espèces végétales et le cycle des saisons
La commune s’est également engagée dans la démarche initiée par l’intercommunalité « Mon resto éco-responsable », où l’objectif est d’accroître la part des produits locaux dans les menus de la cantine scolaire.
La municipalité a organisé la plantation d'une haie bocagère constituée d'une vingtaine d’espèces locales et réalisée en 2020 en partenariat avec l’association La haie donneurs, les agriculteurs, les chasseurs et les enfants de l'école, afin de renforcer l’écosystème local, déjà riche d’une forêt et de nombreuses mares, dont certaines pourraient être restaurées, et de lutter contre le ruissellement des eaux pluviales,.

## Équipements et services publics

### Enseignement
La commune possède une école primaire dénommée « L’école du Chêne », où sont également scolarisés depuis 2022 les enfants de Boisney et de Saint-Léger-de-Rôtes dans le cadre d'un regroupement pédagogique concentré.
La commune possède depuis plusieurs années un centre de loisirs appelé centre de loisirs intercommunal de Plasnes ou CLIP. Il accueille des enfants de la commune pendant les mois d'été.

## Population et société

### Démographie

#### Évolution démographique
L'évolution du nombre d'habitants est connue à travers les recensements de la population effectués dans la commune depuis 1793. Pour les communes de moins de 10 000 habitants, une enquête de recensement portant sur toute la population est réalisée tous les cinq ans, les populations de référence des années intermédiaires étant quant à elles estimées par interpolation ou extrapolation. Pour la commune, le premier recensement exhaustif entrant dans le cadre du nouveau dispositif a été réalisé en 2006.

En 2022, la commune comptait 728 habitants, en évolution de +2,68 % par rapport à 2016 (Eure : −0,25 %, France hors Mayotte : +2,11 %).
| 1793  | 1800  | 1806  | 1821  | 1831  | 1836  | 1841  | 1846  | 1851 |
| ----- | ----- | ----- | ----- | ----- | ----- | ----- | ----- | ---- |
| 1 014 | 1 011 | 1 182 | 1 105 | 1 069 | 1 074 | 1 070 | 1 004 | 960  |

| 1856 | 1861 | 1866 | 1872 | 1876 | 1881 | 1886 | 1891 | 1896 |
| ---- | ---- | ---- | ---- | ---- | ---- | ---- | ---- | ---- |
| 858  | 784  | 742  | 673  | 661  | 604  | 579  | 567  | 536  |

| 1901 | 1906 | 1911 | 1921 | 1926 | 1931 | 1936 | 1946 | 1954 |
| ---- | ---- | ---- | ---- | ---- | ---- | ---- | ---- | ---- |
| 503  | 472  | 420  | 375  | 411  | 370  | 396  | 403  | 445  |

| 1962 | 1968 | 1975 | 1982 | 1990 | 1999 | 2006 | 2011 | 2016 |
| ---- | ---- | ---- | ---- | ---- | ---- | ---- | ---- | ---- |
| 462  | 402  | 479  | 536  | 577  | 618  | 613  | 692  | 709  |

| 2021 | 2022 | - | - | - | - | - | - | - |
| ---- | ---- | - | - | - | - | - | - | - |
| 726  | 728  | - | - | - | - | - | - | - |

#### Pyramide des âges
La population de la commune est relativement jeune.
En 2018, le taux de personnes d'un âge inférieur à 30 ans s'élève à 35,7 %, soit au-dessus de la moyenne départementale (35,2 %). À l'inverse, le taux de personnes d'âge supérieur à 60 ans est de 25,9 % la même année, alors qu'il est de 25,5 % au niveau départemental.
En 2018, la commune comptait 360 hommes pour 359 femmes, soit un taux de 50,07 % d'hommes, légèrement supérieur au taux départemental (48,74 %).
Les pyramides des âges de la commune et du département s'établissent comme suit.
| Hommes | Classe d’âge | Femmes |
| ------ | ------------ | ------ |
| 0,0    | 90 ou +      | 1,4    |
| 4,6    | 75-89 ans    | 6,9    |
| 18,0   | 60-74 ans    | 20,9   |
| 21,2   | 45-59 ans    | 19,3   |
| 18,2   | 30-44 ans    | 18,2   |
| 17,4   | 15-29 ans    | 17,4   |
| 20,6   | 0-14 ans     | 15,9   |

| Hommes | Classe d’âge | Femmes |
| ------ | ------------ | ------ |
| 0,6    | 90 ou +      | 1,6    |
| 6,4    | 75-89 ans    | 8,8    |
| 17,3   | 60-74 ans    | 18,1   |
| 20,7   | 45-59 ans    | 20     |
| 18,8   | 30-44 ans    | 18,6   |
| 16,3   | 15-29 ans    | 14,5   |
| 20     | 0-14 ans     | 18,3   |

### Manifestations culturelles et festivités
Depuis 2011, un loto est organisé dans la salle des fêtes.
Le festival Plasnes en musique a eu lieu en septembre 2021.
Une traditionnelle foire à tout est organisée dans la commune par l’association des parents d’élèves de l’école de Plasnes. L'édition 2021 a eu lieu le 19 septembre 2021.

## Culture locale et patrimoine

### Lieux et monuments
- L'église Saint-Sulpice  Inscrit MH (1961), du XVIe siècle[31].
- Le château de La Vallée[32].
- Le Petit Château,  Inscrit MH (1996)[15],[33]. Construit au début du XVIIIe siècle, ce « petit logis » est un ancien pavillon de chasse du marquis de Prie, agrandi d'ailes latérales en retour d'équerre. Il évoque le souvenir de la marquise de Prie, maîtresse du duc de Bourbon, premier ministre en 1723, et qui mourut exilée quelques années plus tard dans le château voisin de Courbépine, de nos jours disparu[34].

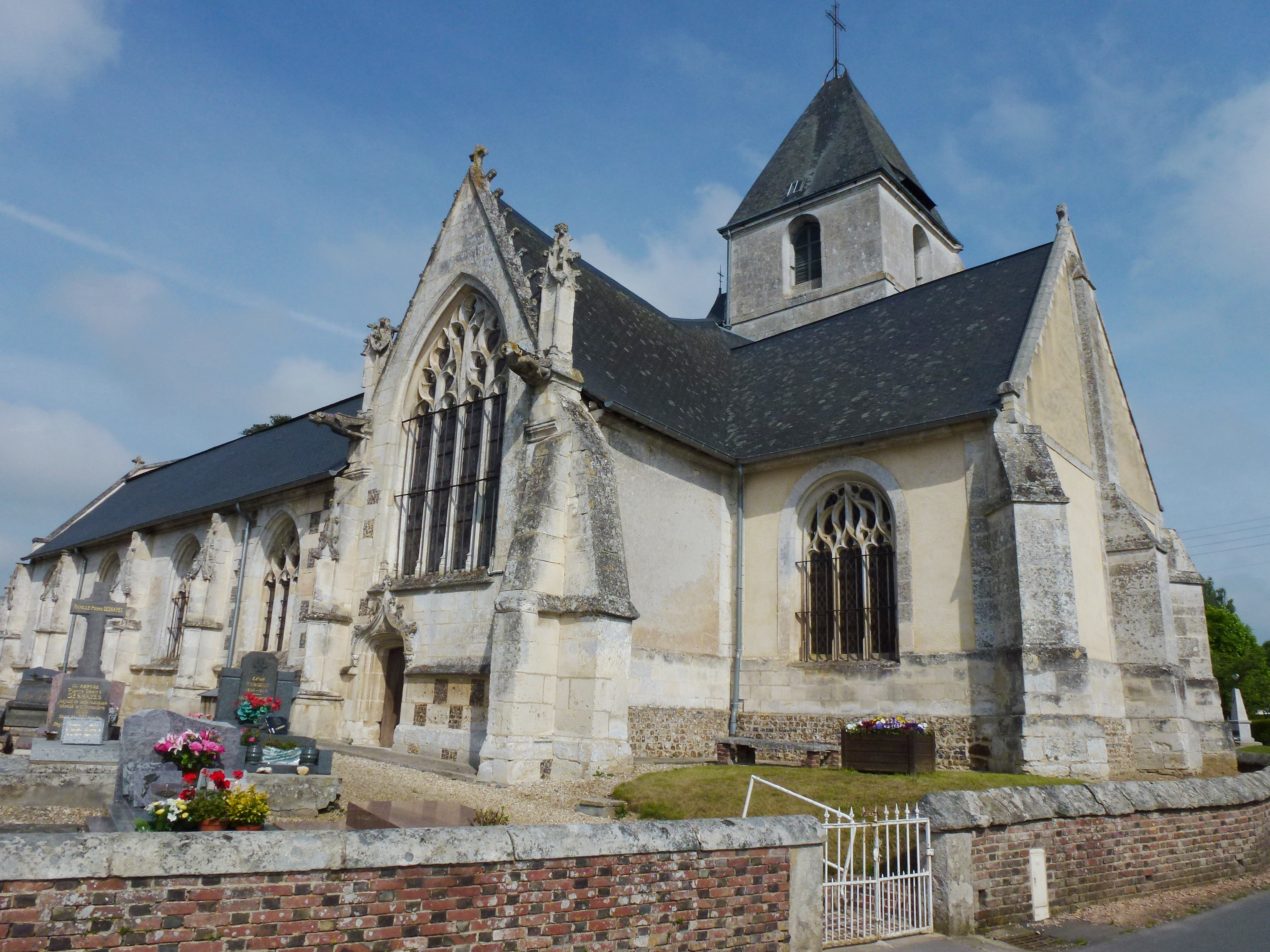
Église Saint-Sulpice.
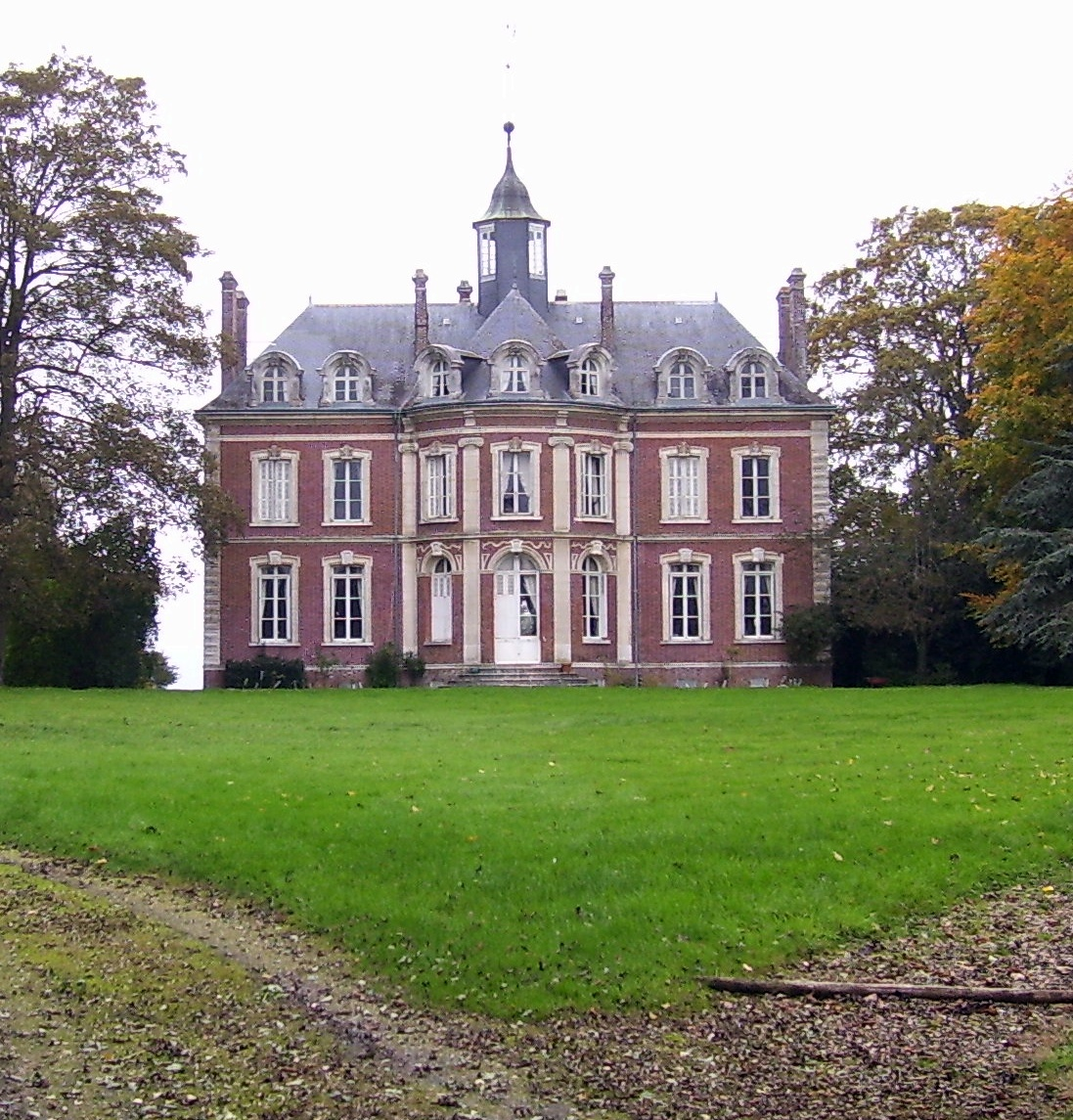
Le château de La Vallée.
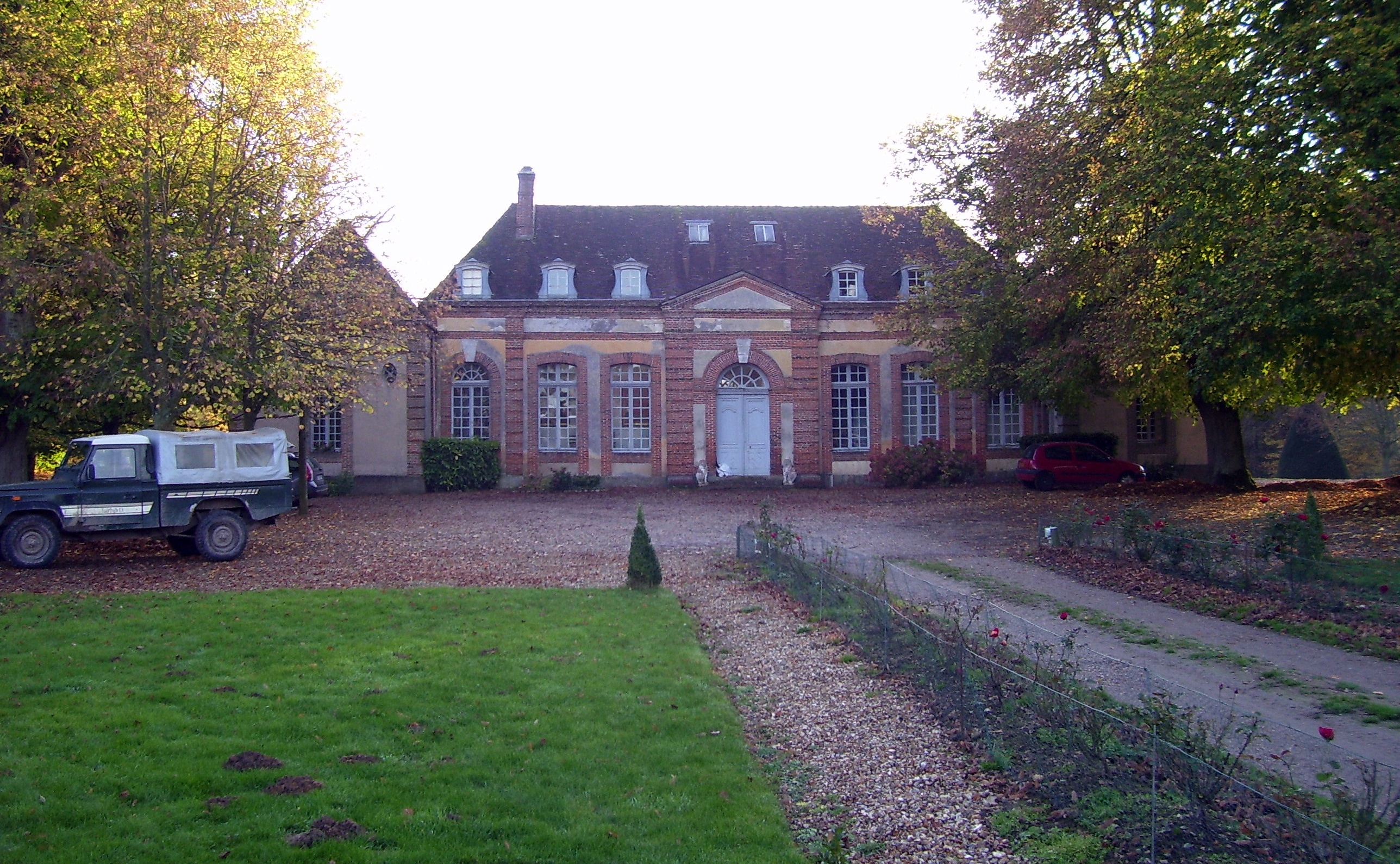
Le Petit château.
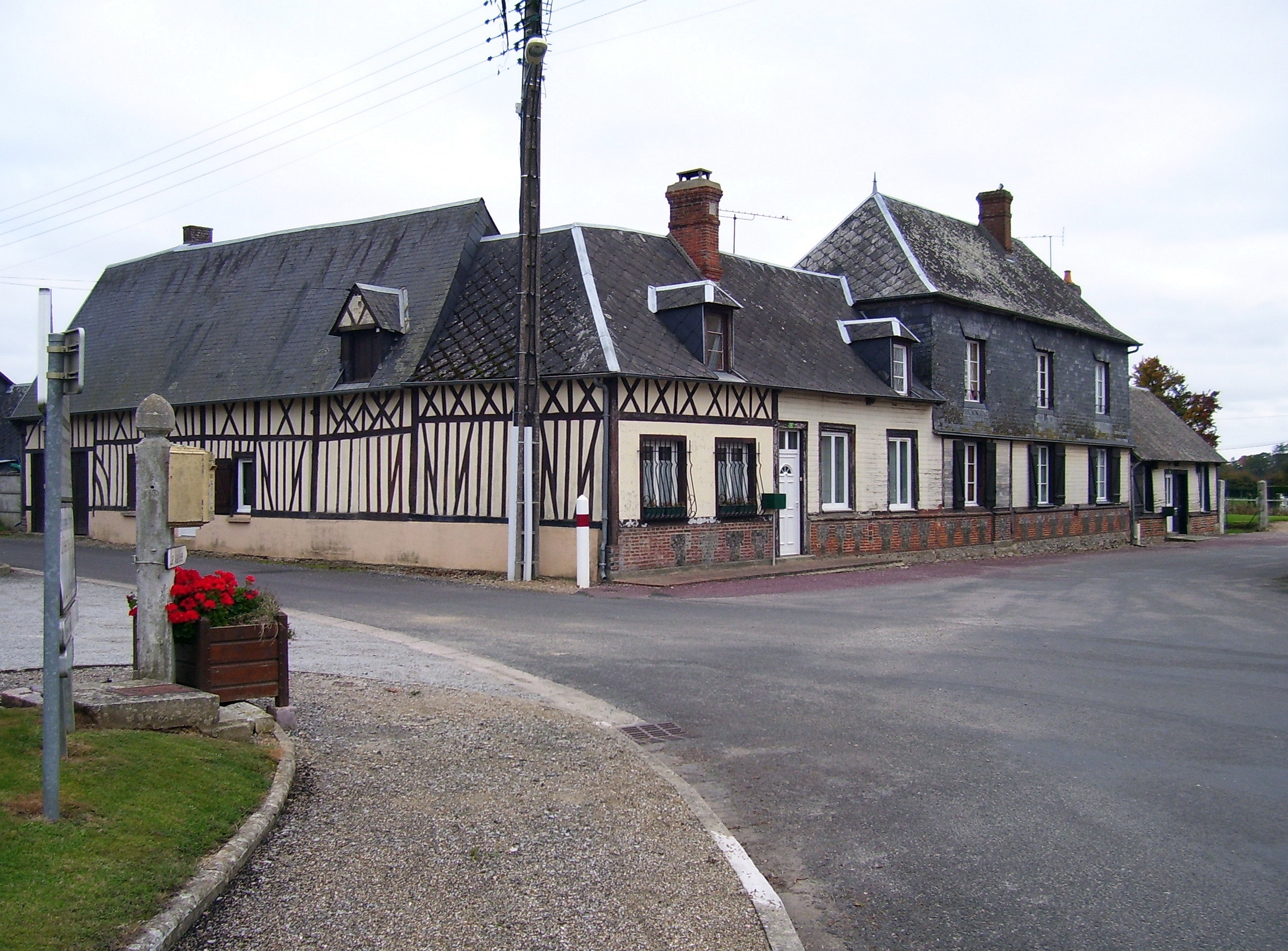
Maison à colombage.
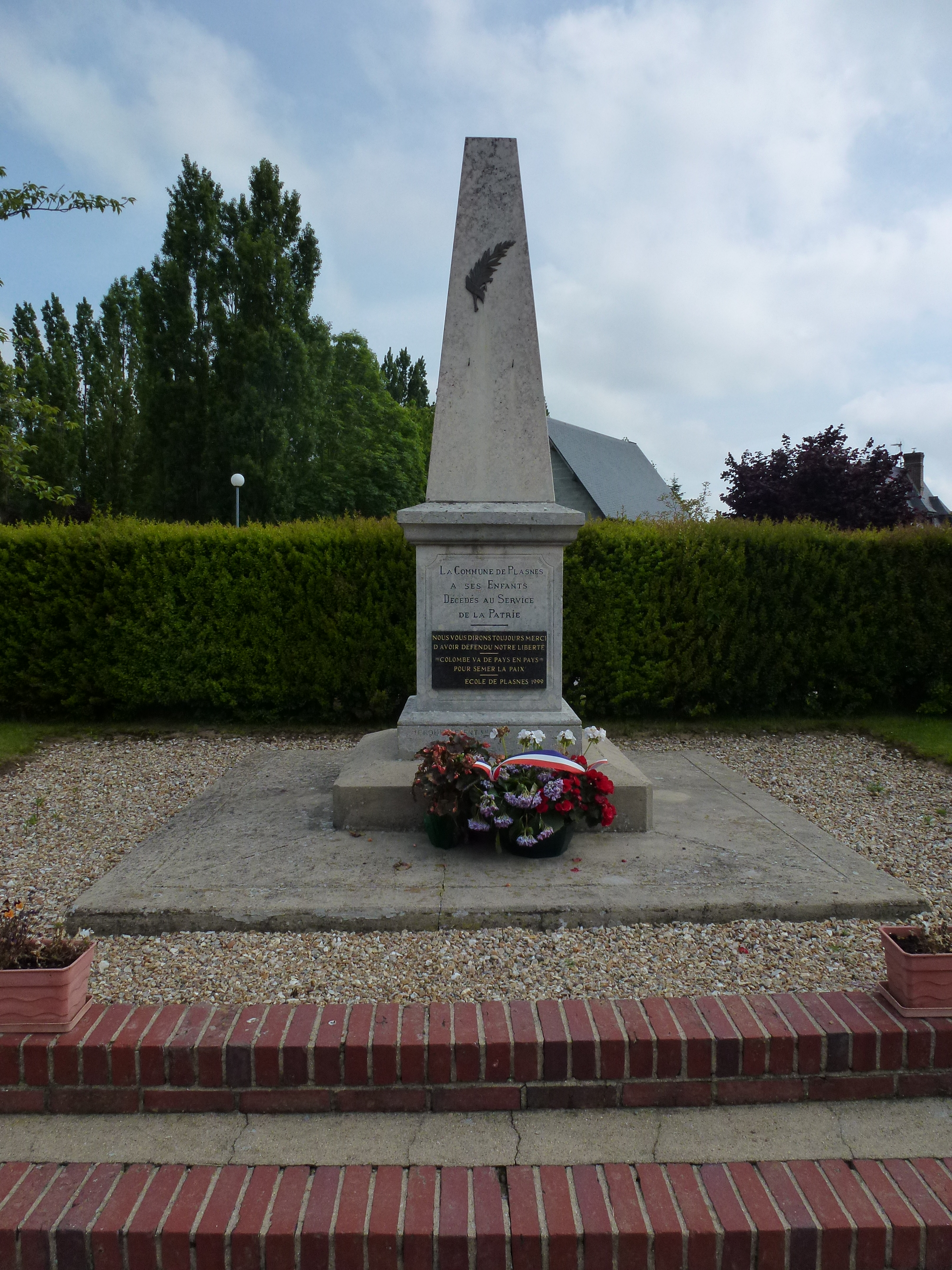
Le monument aux morts.

On ne compte pas les manoirs, maisons ou fermes dispersés à La Boulaye, La Mitatrie, La Vastine, Le Gruchet, Le Chemin-Chaussé, La Commère, Le Marché-Neuf.

### Site naturel classé
- Les trois ifs situés dans le cimetière,  Site classé (1928)[42].

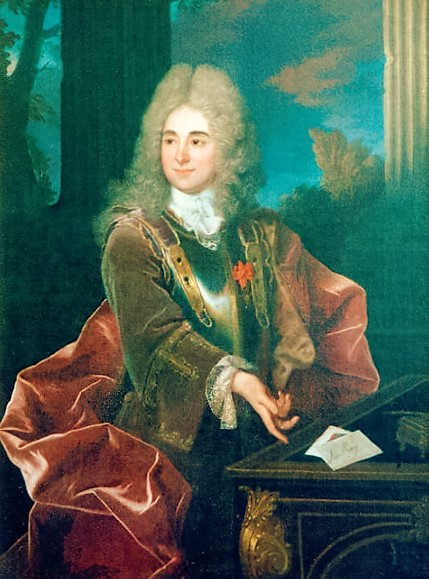
Louis Aymar de Prie (1673-1751).

### Personnalités liées à la commune
- Louis Aymar de Prie (1673-1751), marquis de Plasnes, dit marquis de Prie, neveu par alliance de Philippe de La Mothe-Houdancourt. Parrain du duc d'Anjou. Ambassadeur à Turin. Connu pour être le mari de Jeanne-Agnès Berthelot de Pléneuf, la femme la plus puissante à la cour de Louis XV. Le marquis est le commanditaire du Petit Logis. Jean Ranc l'a représenté vers 1713/1714.
- Charles-Emmanuel Jadin (1843-1922), peintre français à vécu à Plasnes jusqu'à sa mort.

### Héraldique
| Blason de Plasnes | Blason  | De sinople aux deux burèles d'argent, accompagnées en chef de deux feuilles de platane d'or, en pointe de deux fermaux aussi d'or et en abyme d'une chapelle d'argent essorée et ajourée de sable. |
| Blason de Plasnes | Détails | Le statut officiel du blason reste à déterminer. |